# 中国人民解放军北京卫戍区
中国人民解放军北京卫戍区，是作为中华人民共和国首都卫戍区的一个中国人民解放军省级军区，中国人民解放军陆军正軍級單位。2016年8月从北京军区转隶中国人民解放军陆军总部，接受中央军事委员会直接指揮。北京卫戍区主要负责於和平時期拱衞首都安全，於戰爭時掩護中央機關轉移或者撤離、防禦外敵、反恐及鎮暴等。北京卫戍区同时承担北京市国防动员职责。

## 历史
中国近代最早的卫戍区是1912年1月11日中华民国南京临时政府设立南京卫戍总督府，统辖首都南京卫戍勤务。1912年1月18日公布《南京卫戍区司令官条例》，设总督1人，直隶于大总统，统辖指挥卫戌区内之驻军、宪兵、要塞等，卫戍区内分设东、西、北司令官。1917年9月孙中山在广州组织护法军政府（陆海军大元帅府），设卫戍总司令部。1919年9月3日北洋政府把原京畿警备司令部改为京畿卫戍总司令部，负责首都治安。
1925年国民政府成立后，在其驻先后设立广州卫戍司令部、武汉卫戍司令部、首都（南京）卫戍司令部。1931年设京沪卫戍司令长官公署。抗战后，国民政府驻地先后设立南京卫戍总司令部、武汉卫戍总司令部、重庆卫戍总司令部。1946年5月在南京设首都卫戍总司令部、京沪卫戍总司令部。
1927年8月八一南昌起义后，设立南昌卫戍司令部。1932年6月设立瑞金卫戍司令部，总参谋长刘伯承兼任司令员。1936年6月在陕北保安县中央驻地组建卫戍司令部。抗战胜利后，东北民主联军在哈尔滨、齐齐哈尔、牡丹江、佳木斯等城市设立卫戍司令部。1949年6月29日华北军区成立平津卫戍司令部，领导机关由华北军区机关兼，聂荣臻兼平津卫戍司令部司令员。
中华人民共和国成立后，平津卫戍司令部改称京津卫戍司令部。1950年春在云南省设置滇南卫戍区、滇西卫戍区，隶属云南军区建制。1955年4月华北军区兼京津卫戍区改称北京军区兼京津卫戍区，杨成武任司令员。 1959年1月22日，北京军区免兼京津卫戍区。以总参警备部、北京军区司令部卫戍勤务处和北京市兵役局为基础组建北京卫戍区，1959年1月30日正式成立，为军级单位。1976年2月执行相当兵团级权限。1985年6月改回军级建制。
1994年9月，卫戍区下辖的警卫第三师十二团的一名中尉副连长田明建在北京市中心引发枪战，造成多人死伤，即建国门事件。

## 編制

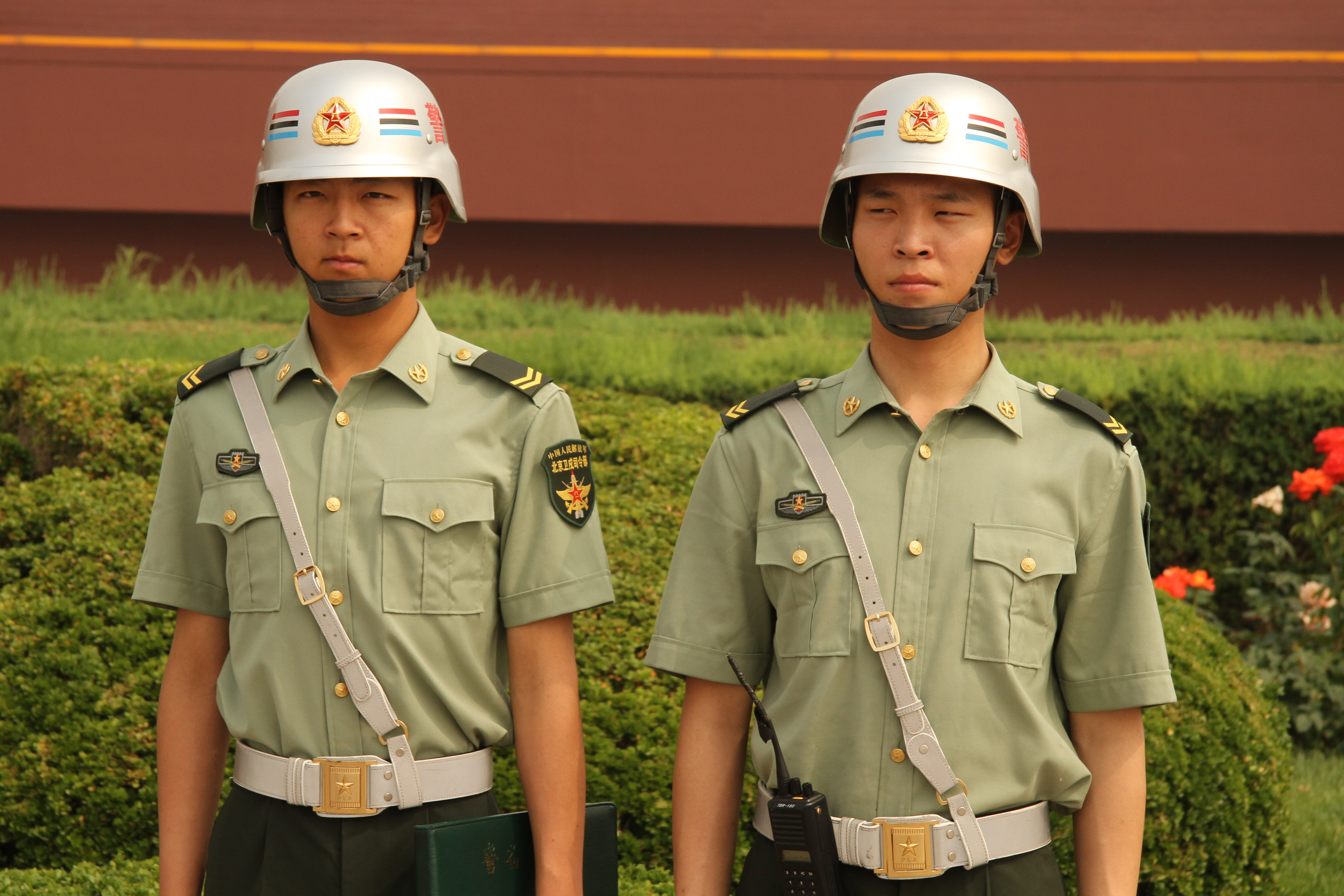
北京卫戍区的军事纠察人员

深化国防和军队改革前，北京卫戍区总兵力约3万人。下辖警卫第十七团、警卫第一师、警卫第三师。警卫第一师师部设在北京市海淀区復興路23号院，辖警卫第三团（重装部队）、警卫第四团（精锐轻装快速反应部队）、警卫第五团（精锐轻装快速反应部队）、警卫第六团（中央警卫团）、仪仗大队。警卫第三师师部位于北京市通州区，原属重装师，辖警卫第十一团、警卫第十二团、警卫第十三团（驻通州杨闸，荣誉称号“老虎团”）、高炮团（驻通州北苑）、炮兵团、坦克团（驻南口）。
截至2022年，北京卫戍区设置下列机关（单位）：

### 职能部门
- 参谋部
- 政治工作部
- 保障部
- 驻北京市老干部服务管理局

### 区人民武装部机关
- 北京市东城区人民武装部
- 北京市西城区人民武装部
- 北京市朝阳区人民武装部
- 北京市海淀区人民武装部
- 北京市丰台区人民武装部
- 北京市顺义区人民武装部
- 北京市通州区人民武装部
- 北京市昌平区人民武装部
- 北京市大兴区人民武装部
- 北京市石景山区人民武装部
- 北京市门头沟区人民武装部
- 北京市房山区人民武装部
- 北京市平谷区人民武装部
- 北京市怀柔区人民武装部
- 北京市密云区人民武装部
- 北京市延庆区人民武装部

### 直属单位
- 警卫第十七团
- 警卫第一师
  - 警卫第三团
  - 警卫第四团
  - 警卫第五团
  - 警卫第六团
  - 仪仗大队
- 警卫第三师
  - 警卫第十一团
  - 警卫第十二团（1996年因建国门事件被裁撤）
  - 警卫第十三团
  - 警卫第十四团
  - 警卫第十五团
  - 炮兵团
  - 高炮团
  - 支援保障团

### 直属预备役单位
- 北京卫戍区预备役高炮师（驻北京市怀柔区）
  - 预备役高炮师一团（驻怀柔）
  - 预备役高炮师二团
  - 预备役高炮师三团（驻房山）
  - 预备役高炮师四团（驻石景山）
  - 预备役高炮师五团（驻昌平）
- 预备役军官训练团（驻通州）
- 预备役防化团（驻西城区二龙路）

## 历任主官
| 1. 吴 烈 少将（1959年1月－1962年4月） 2. 曾 美 少将（1963年11月－1965年5月） 3. 李家益 少将（1965年7月－1966年5月） 4. 傅崇碧 少将（1966年5月－1968年3月） 5. 温玉成 中将（1968年3月－1970年5月） 6. 吴 忠 少将（1970年5月－1977年9月） 7. 傅崇碧 少将（1977年9月－1979年1月） 8. 潘 焱 少将（1979年2月－1983年9月） 9. 李钟玄 大校（1983年9月－1985年6月） 10. 阎同茂 中将（1985年6月－1990年4月） 11. 董学林 少将（1990年4月－1992年11月） 12. 张志坚 上将（1992年11月－1993年12月） 13. 何道泉 中将（1993年12月－1994年12月） 14. 刘逢君 中将（1994年12月－2005年12月） 15. 邱金凯 中将（2005年12月－2006年12月） 16. 李少军 中将（2006年12月－2009年12月） 17. 郑传福 中将（2009年12月－2013年12月） 18. 潘良时 中将（2013年12月－2016年7月） 19. 王春宁 中将（2016年7月－2020年4月） 20. 付文化 少将（2020年4月－） | 1. 刘 仁（兼，第一，1959年1月－1966年8月） - 刘绍文（兼，第二，1963年9月－1966年5月；第三，1966年5月－1987年10月） - 黄作珍（第二，1966年5月－1987年10月） 2. 杨俊生（1966年5月－1987年10月） 3. 刘 福（1966年5月－1976年10月） - 吴 德（兼，第一，1966年7月－1968年7月；兼，第二，1968年7月－1972年7月；兼，第一，1972年7月－1979年2月） - 谢富治（兼，第一，1968年7月－1972年5月） 4. 吴 烈（1976年10月－1987年10月） - 李钟玄（兼，1976年10月－1985年6月） - 许志奋（1976年10月－1987年10月） 5. 李进民（1976年10月－1990年6月） - 林乎加（兼，第一，1980年12月－1981年6月） - 段君毅（兼，第一，1981年7月－1984年8月） 6. 张宝康（1990年6月－1994年12月） 7. 杨惠川（1994年12月－1995年12月） 8. 李文华（1995年12月－2002年1月） 9. 孙本胜（2002年1月－2005年7月） 10. 董吉顺（2005年7月－2006年12月） 11. 刘福连（2006年12月－2009年12月） 12. 高东璐（2009年12月－2014年12月） 13. 姜 勇（2014年12月－2019年12月） 14. 张凡迪（2019年12月－－2023年10月） 15. 朱 军（2024年6月－－） |